# Distretto di Velille
Il distretto di Velille è uno degli otto distretti della provincia di Chumbivilcas, in Perù. Si trova nella regione di Cusco.